# Pitch Perfect 2
Pitch Perfect 2 è un film del 2015 diretto da Elizabeth Banks.
Commedia musicale, sequel di Voices (Pitch Perfect), incentrata sulla fittizia Barden University e le Bellas, un gruppo a cappella tutto al femminile.

## Trama
Dopo la disastrosa performance delle Barden Bellas al compleanno del presidente Obama, esse vengono sospese da qualsiasi tipo di competizione di canto a cappella. Il leader delle Bellas, Beca Mitchell, propone un accordo: le Bellas verranno reintegrate in competizione solo se vincono il campionato mondiale di Canto a cappella. Nel frattempo Beca, inizia segretamente un tirocinio allo studio di registrazione, di cui solo il ragazzo Jesse Swanson è a conoscenza. Beca impressiona il suo capo con le sue abilità di mashup con l'album di Natale di Snoop Dogg, ottenendo una chance per diventare produttrice. Ciccia Amy presto ne viene a conoscenza e invita Beca a dirlo anche alle altre Bellas.
La nuova arrivata, Emily Junk, si ferma alla casa delle Bellas per fare un'audizione e viene ammessa quando le Bellas scoprono che la madre di Emily, Katherine Junk, era una Bellas. Quella notte le Bellas vanno ad una festa con i Ritmonelli, dove Benji, si prende subito una cotta per Emily. Le Bellas poi partecipano ad una mostra d'auto, dove loro stesse avrebbero dovuto esibirsi, per incontrare i loro sostituti "Das Sound Machine" (DSM), guidati dal duo Pieter Krämer e Kommissar. Le Bellas poi partecipano a una gara tra gruppi a cappella ma perdono nel round finale, proprio contro i DSM, quando Emily tenta di cantare il suo inedito.
Il giorno dopo, le Bellas cercano di creare una performance simile a quella dei DSM in preparazione ai mondiali ad un evento, ma falliscono. Allora, Chloe, decide di portare le Bellas ad un ritiro diretto da Aubrey Posen, nella speranza di ritrovare l'armonia perduta. La frustrazione di Beca con le attività del campo dà inizio a una lite fra lei e Chloe, e quando Beca sta per andarsene viene intrappolata da una rete. Le Bellas riescono a riappacificarsi attraverso un falò, dove ogni Bellas parla dei propri sogni e del proprio futuro. Ritrovano finalmente la loro armonia cantando la canzone "Cups".
Tutte le Bellas laureate e quelle presenti partono per i campionati mondiali di canto a cappella a Copenaghen, con Jesse e Benji per fare il tifo. Tutte le Bellas cantano insieme l'inedito di Emily insieme alle ex Bellas, comprese Aubrey e la madre di Emily, aggiudicandosi la vittoria. In seguito a Emily viene fatta l'iniziazione per diventare una vera Bellas.

## Produzione

### Cameo
- Nel film fa un cameo anche il rapper Snoop Dogg, impersonando sé stesso.
- Nel film appaiono i membri dei Pentatonix (famoso gruppo vocale a cappella) al campionato mondiale, in veste di rappresentanti per il Canada.

## Colonna sonora
La colonna sonora del film è Flashlight della cantante britannica Jessie J.

## Distribuzione
Il film, uscito in Australia il 7 maggio 2015 e in Canada e negli USA in 15 maggio 2015, è uscito nelle sale italiane il 28 maggio dello stesso anno.

## Accoglienza
Su Rotten Tomatoes il film ha un indice di gradimento del 66% basato su 188 recensioni, con un voto medio di 6/10.

### Incassi
Il film ha incassato in tutto il mondo $287,506,194. Più del suo predecessore.

## Sequel
Dato il successo del film, Universal ha annunciato il sequel: Pitch Perfect 3. Uscito nelle sale americane il 22 dicembre 2017, che vede come protagoniste sempre: Anna Kendrick (Beca), Hailee Steinfeld (Emily), Brittany Snow (Chloe) e Rebel Wilson (Ciccia Amy).

## Riconoscimenti
- 2015 - Teen Choice Awards[1]
  - Miglior film commedia
  - Miglior attore in un film commedia a Skylar Astin
  - Miglior attrice in un film commedia ad Anna Kendrick
  - Miglior intesa in un film ad Anna Kendrick e Brittany Snow
  - Miglior crisi isterica ad Anna Kendrick
  - Candidatura per la miglior attrice in un film commedia a Rebel Wilson
  - Candidatura per il miglior bacio in un film a Rebel Wilson e Adam DeVine
  - Candidatura per il miglior ruba-scena in un film ad Adam DeVine
  - Candidatura per il miglior ruba-scena in un film ai Green Bay Packers
  - Candidatura per il miglior ruba-scena in un film a Hailee Steinfeld
- 2016 - MTV Movie Awards[2]
  - Miglior bacio a Rebel Wilson e Adam DeVine
  - Miglior cast
  - Candidatura per la miglior performance femminile a Anna Kendrick
  - Candidatura per la miglior performance comica a Rebel Wilson